# Senegalliest
Der Senegalliest (Halcyon senegalensis) ist ein im tropischen Afrika lebender Eisvogel.

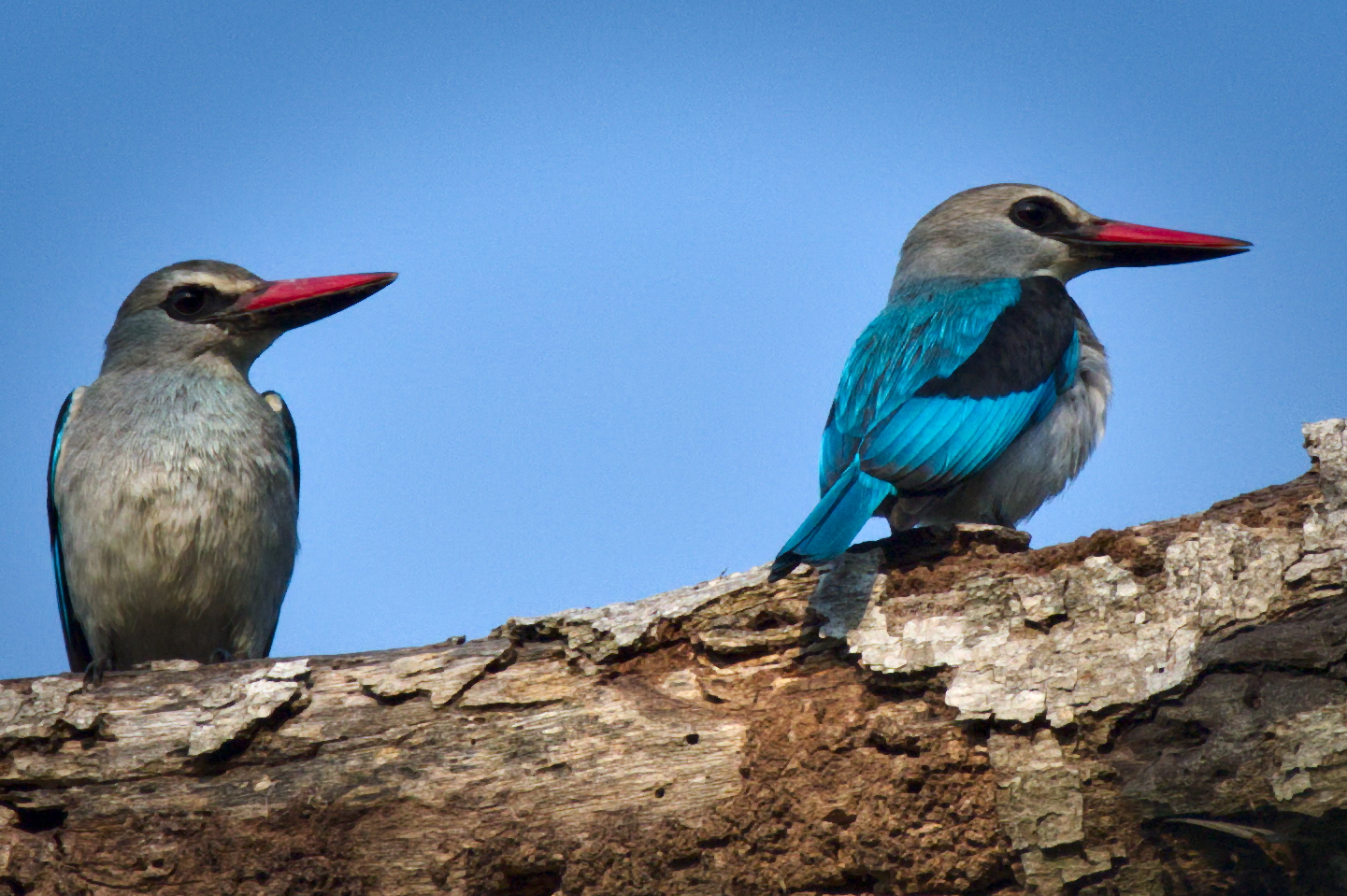
Senegalliest, Pärchen in Angola

## Merkmale
Der 23 cm lange  Senegalliest ist am Rücken, am Schwanz und am Flügel leuchtend blau.
Der Kopf, der Nacken und die Unterseite sind weiß und die Schulter schwarz. Der große Schnabel ist oberhalb rot und unterhalb schwarz. Die Beine sind rot. Beide Geschlechter sehen ähnlich aus, die Jungtiere sind etwas weniger farbenprächtig. Der Ruf dieses Vogels ist ein lautes Trillern.

## Lebensraum
Der  Senegalliest lebt hauptsächlich am Äquator innerhalb der beiden 8. Breitengrade. Die nördlichen und südlichen Populationen wandern in der Trockenzeit zum  Äquator. Er lebt in Waldgebieten mit einigen Bäumen und auch in der Nähe menschlicher Siedlungen. Der Vogel verteidigt sein Territorium gegen Eindringlinge, inklusive des Menschen.

## Fortpflanzung
Der  Senegalliest brütet in Baumhöhlen, die von Spechten angelegt wurden. Das Gelege besteht aus zwei bis drei runden weißen Eiern, die 13 – 14 Tage bebrütet werden. Beide Elternvögel füttern die Jungen. Nach der 22–24 Tage langen Nestlingszeit bleiben die Jungvögel noch rund fünf Wochen bei den Eltern.

## Nahrung
Von einer Sitzwarte im Halbschatten jagt er große Insekten, Gliedertiere, Schnecken, Fische und Frösche.

## Unterarten
Drei Unterarten sind bekannt:
- Halcyon senegalensis fuscopileus Reichenow, 1906[2] kommt von Sierra Leone bis in den Süden Nigeria und südlich bis in die Demokratische Republik Kongo und den Norden Angolas.
- Halcyon senegalensis senegalensis (Linnaeus, 1766)[3] ist im Senegal und Gambia bis Äthiopien und den Norden Tansanias verbreitet.
- Halcyon senegalensis  cyanoleuca (Vieillot, 1818)[4] kommt im Süden Angolas und Westen Tansanias bis Südafrika vor.